# 洞庭郡
洞庭郡，中国秦朝的郡。
洞庭郡在傳世文獻中没有记载，在里耶秦简发现名称。里耶秦简证明秦滅楚之后，分置洞庭郡，说明此地望在传统所说的黔中郡、长沙郡之间。下轄迁陵县、酉阳县、临沅县、阳陵县、零陵县、昆阳邑、孱陵县、索县、竟陵县、醴阳县。另有學者假設楚國在戰國時期已設置洞庭郡。

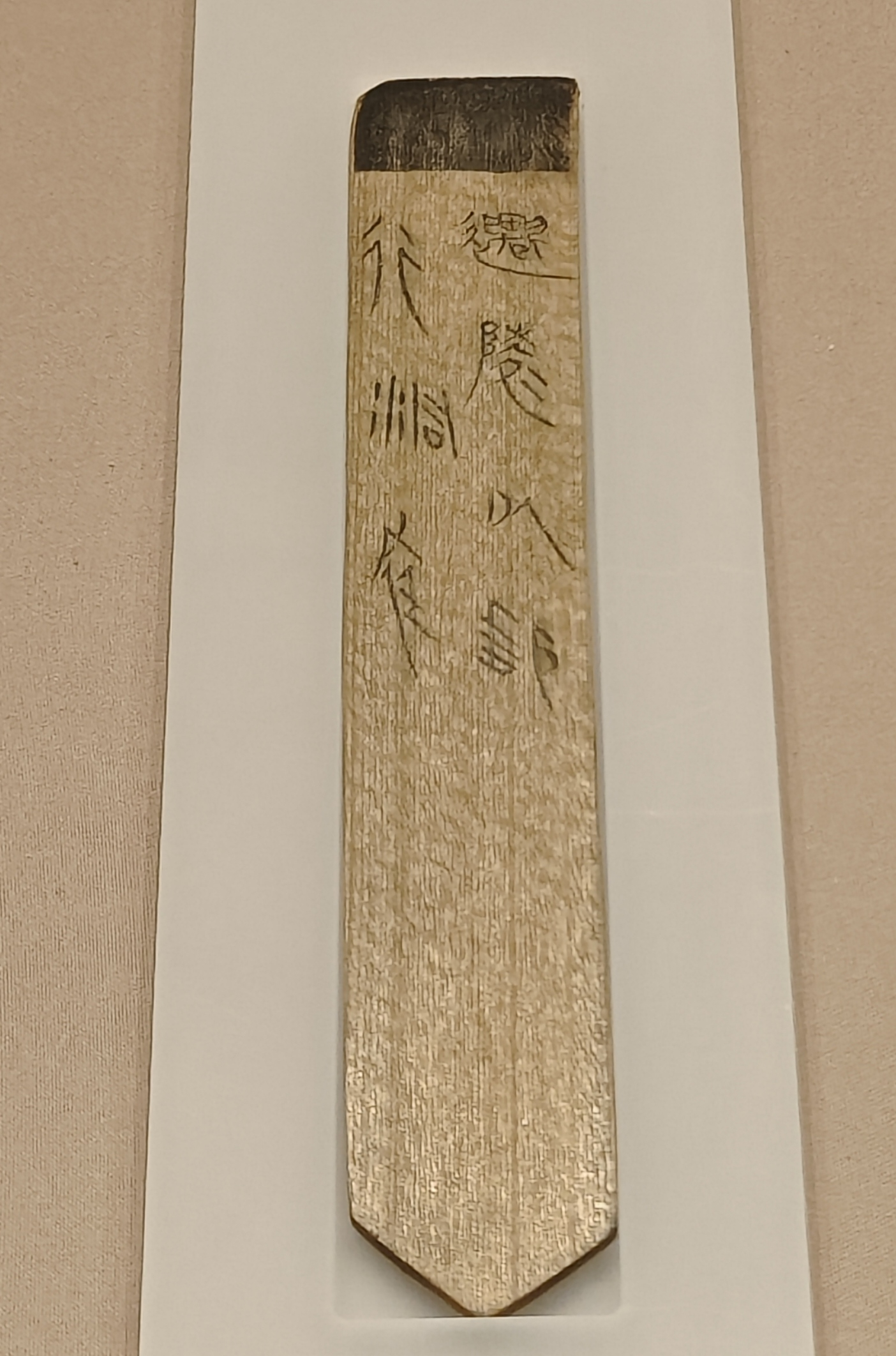
记载洞庭郡的一片里耶秦简